# Живкович, Стефан
Сте́фан Жи́вкович (серб. Стефан Живковић; 1 июня 1990, Белград, СФРЮ) — сербский футболист, защитник клуба «Хайдук» Кула.

## Карьера
Является воспитанником знаменитого сербского клуба «Црвена Звезда». Футбольную карьеру начал в 2008 году в клубе «Ресник». В 2010 году стал игроком белградского «Хайдука». В 2012 году перешёл в «Борац» (Чачак). В сезоне 2013/14 вышел с ним из Первой лиги в Суперлигу. В начале 2016 года перебрался в белградский клуб «Чукарички». С этим клубом выиграл бронзовые медали сербского чемпионата и провёл 4 матча Лиги Европы УЕФА против казахстанского «Ордабасы» (3-0, 3-3) и венгерского «Видеотона» (1-1, 0-2).
24 февраля 2017 года подписал годичный контракт с казахстанским клубом «Иртыш». Провёл 29 игр, забил три гола (все с пенальти) и получил 5 желтых карточек. Команда заняла четвёртое место в чемпионате и попала в зону Лиги Европы УЕФА.
Но в январе 2018 года Живкович оказался уже в другом казахстанском клубе «Атырау», а в конце августа возвращается в Сербию, в клуб «Земун».

## Достижения
«Чукарички»
- Бронзовый призёр чемпионата Сербии (1): 2015/16